# 지방도 제913호선
지방도 제913호선은 경상북도 성주군 수륜면 신정교차로에서 상주시 낙동면 낙동사거리를 잇는 경상북도의 지방도이다.
김천시에 위치한 김천혁신도시 (율곡동) 일대를 남북으로 관통하는 것이 특징이다.

## 연혁
- 2003년 2월 20일: 노선 폐지 및 재지정으로 총 연장 5.3km 증가.[1]
- 2005년 1월 15일: 용전 도로(김천시 남면 옥산리 ~ 용전리) 1.12km 구간 확장 개통[2]
- 2007년 7월 10일: 벽진 ~ 초전간 도로(성주군 초전면 자양리 ~ 동포리) 3.11km 구간 확장 개통[3]
- 2011년 11월 21일: 혁신도시 ~ 입석교차로 간 도로(김천시 농소면 입석리 ~ 남면 옥산리) 1.25km 구간 개통[4]
- 2021년 12월 6일: 종점을 구미시 무을면 원리삼거리에서 상주시 낙동면 낙동사거리로 변경. 이에 따라 노선명을 '성주 ~ 성산선'에서 '수륜 ~ 낙동선'으로 변경 및 총 연장을 56.83km에서 100.39km로 연장함.[5][6]
- 2024년 2월 5일 : 김천 강남북 연결도로(김천시 대광동 ~ 율곡동) 3.04km 구간 개통[7]

## 주요 경유지
- 성주군
  - 수륜면 신정교차로 - 양정삼거리 - 양정교 - 수성리 - 송계교 - 송계리 - 호령고개
  - 대가면 호령고개 - 칠봉리 - 대가농협 - 대가면 행정복지센터 - 옥련리 - 흥산교 - 흥산리
  - 벽진면 봉계리 - 이천교삼거리 - 이천교 - 수촌삼거리 - 벽진초등학교 - 경수당 - 수촌리 - 운정리 - 자산리
  - 초전면 고산리 - (회전교차로) - 월곡1리 - 오리고개 - 월곡2리

- 김천시
  - 농소면 노곡리 - 연명리 - 입석리 - 입석 교차로 - 옥산천교
  - 남면 옥산천교 - 옥산리
  - 율곡동 율곡동 행정복지센터 - 용전 교차로 - 단절
  - 대신동 대광동 (국도 제59호선과 분기) - 유한킴벌리 김천공장
  - 개령면 개령서부초등학교 - 신룡리 - 오청교 - 덕촌 교차로 - 덕촌교 - 덕촌리
  - 감문면 구야리 - 방어달교 - 위량초등학교 - 금라리 - 보광리 - 감문농공단지 - 감문면 행정복지센터 - 삼성교 - 감문중학교입구 - 삼성리 - 광덕리 - 서남재

- 구미시
  - 무을면 서남재 - 원리 - 원리교 - 원리삼거리 - 무이리 - 웅곡리
  - 선산읍 포상리
  - 옥성면 하미고개
  - 선산읍 덕촌교 - 덕촌삼거리 - 봉곡 교차로 - 죽장 교차로 - 이문삼거리 - 2호광장 교차로 - 1호광장 교차로 - 선주교
  - 고아읍 선주교 - 오로사거리 - 오로삼거리 - 오로교 - 고아읍행정복지센터 - 고아버스공용정류장 - 고아119안전센터 - 항곡리 - 봉한리 - 항곡 교차로 - 숭선대교
  - 해평면 숭선대교 - 길수 교차로 - 도리사 교차로 - 송암교 - 월곡 교차로 - 월곡교 - 낙성교 - 낙산리 - 일선리
  - 도개면 일선 교차로 - 돌고개 - 신림리 - 도개교 - (도개1리) - (궁기2리) - 구미도개우체국 - 도개면행정복지센터 - 도개초등학교 - 도개중고등학교 - 신곡교 - 월림리 - 동산교 - 가산 교차로 - 동산리 - 부처고개

- 의성군
  - 단밀면 부처고개 - 의성단밀농공단지 - 낙정리 - 낙단교

- 상주시
  - 낙동면 낙단교 - 낙동사거리

### 해제 구간
이 구간은 2013년부터 해제되었다.
- 김천시
  - 율곡동 용전 교차로 - 율곡천교
  - 농소면 율곡천교 - 신촌리 - 용사삼거리
  - 지좌동 무실삼거리 - 문성중학교 - 지좌과선교 - 김천대교 - 선산통로사거리 - 신음교
  - 대신동 신음교 - 농산물도매시장앞 - 대광동

## 중복 구간
- 성주군 벽진면 이천교삼거리 ~ 수촌삼거리: 국도 제30호선과 중복
- 구미시 무을면 원리삼거리 ~ 선산읍 1호광장 교차로 : 국가지원지방도 제68호선과 중복
- 구미시 선산읍 1호광장 교차로 ~ 고아읍 오로삼거리 : 지방도 제916호선과 중복
- 구미시 고아읍 봉한리 ~ 해평면 길수 교차로 : 지방도 제927호선과 중복
- 구미시 해평면 길수 교차로 ~ 월곡 교차로 : 국도 제25호선과 중복
- 의성군 단밀면 낙단교 남단 ~ 낙동사거리 : 지방도 제912호선과 중복

## 도로명
- 성주군 수륜면 양정삼거리 ~ 벽진면 이천교삼거리: 동강한강로
- 성주군 벽진면 이천교삼거리 ~ 수촌삼거리: 성주로
- 성주군 벽진면 수촌삼거리 ~ 수촌리: 벽봉로
- 성주군 벽진면 수촌리 ~ 김천시 농소면 입석 교차로: 벽소로
- 김천시 농소면 입석 교차로 ~ 율곡동 용전 교차로: 혁신로
- 김천시 대신동 대광동 ~ 감문면 감문중학교입구: 감문로
- 김천시 감문면 감문중학교입구 ~ 구미시 무을면 원리삼거리: 삼원로
- 구미시 무을면 원리삼거리 ~ 옥성면 덕촌삼거리 : 상무로
- 구미시 선산읍 덕촌삼거리 ~ 1호광장 교차로 : 선상서로
- 구미시 선산읍 1호광장 교차로 ~ 고아읍 봉한리 : 선산대로
- 구미시 고아읍 봉한리 ~ 해평면 길수 교차로 : 숭선로
- 구미시 해평면 길수 교차로 ~ 월곡 교차로 : 낙동대로
- 구미시 해평면 월곡 교차로 ~ 도개면 일선 교차로: 강동로
- 구미시 도개면 일선 교차로 ~ 신림리 : 도군로
- 구미시 도개면 신림리 ~ (도개1리) : 신림도개길
- 구미시 도개면 (도개1리) ~ (궁기2리) : 도개다곡길
- 구미시 도개면 (궁기2리) ~ 의성군 단밀면 낙단교 남단 : 도안로
- 의성군 단밀면 낙단교 남단 ~ 상주시 낙동면 낙동사거리 : 영남제일로